# 1184 Gaea
1184 Gaea è un asteroide della fascia principale. Scoperto nel 1926, presenta un'orbita caratterizzata da un semiasse maggiore pari a 2,6672217 UA e da un'eccentricità di 0,0731288, inclinata di 11,30658° rispetto all'eclittica.
Il suo nome fa riferimento a Gea, la divinità della Terra nella mitologia greca.